# Robert Kuckertz
Robert Kuckertz (* 3. Oktober 1959 in Düren, Kreis Düren in Nordrhein-Westfalen) ist ein deutscher Dirigent und Musiker in verschiedenen Orchestern der Bundeswehr.
Kuckertz wuchs in Geich auf. Sein Abitur hat er am Wirteltorgymnasium in Düren abgelegt. Danach besuchte er die Musikschule Düren und nahm an der beruflichen Fachausbildung in den Fächern Trompete, Klavier, Ensemblespiel und Musiktheorie teil. Bereits als 16-Jähriger spielte er als Pianist in der örtlichen Musikkapelle seines Onkels und Vaters, der „SK-Combo“, mit. 
Er studierte an der Robert Schumann Hochschule Düsseldorf in den Fächern Trompete und Klavier. Anschließend schlug er die Laufbahn des Kapellmeisters ein. In den USA studierte er bei Leonard Bernstein. 
Nach Stationen als stellvertretender Leiter beim Luftwaffenmusikkorps 2 Karlsruhe und später als Leiter des Heeresmusikkorps 1 Hannover ging er 1991 bis nach Euskirchen und leitete dort bis 2001 die Big Band der Bundeswehr. Er leitete auch das Ausbildungsmusikkorps in Hilden. Zuletzt war er in Koblenz Leiter des Heeresmusikkorps 300, welches jetzt im Zuge der Strukturreform der Bundeswehr einer neuen Dienststelle unterstellt und in Heeresmusikkorps Koblenz umbenannt wurde. Deshalb ging Kuckertz in der vorgezogenen Ruhestand. Er hat den Dienstgrad eines Oberstleutnants.
Kuckertz gastierte mit seinen Bands auf fast allen Kontinenten. Dabei traf er auf viele Show- und Musikkgrößen, z. B. Caterina Valente, Roberto Blanco und Paul Kuhn. Dem damaligen US-Präsidenten Bill Clinton, einem passionierten Saxophonspieler, überreichte er im Beisein von Bundeskanzler Helmut Kohl bei einem Auftritt ein neues Saxophon. Einige Zeit war Kuckertz auch in Afghanistan im Einsatz. 
Auch im Ruhestand bleibt Kuckertz der Musik verbunden. So führt er Workshops und Kurse für Nachwuchsdirigenten durch und ist auch als Wertungsrichter bei Musikwettbewerben, speziell Blasmusik, tätig.
Kuckertz ist verheiratet und hat zwei Kinder. Er lebt mit seiner Familie im  Kreis Euskirchen.

## Diskographie (Auszug)
Bisher erschienen von der Big-Band der Bundeswehr über 30 Schallplatten und CDs mit Arrangements in diversen Musikgenres im Big-Band-Stil. In den Folgenden wirkte Robert Kuckertz mit:
- 1991: Tanz mit! Folge 2
- 1996: 25 Jahre Swing • Hits • Evergreens
- 1998: Good News
- 1999: Ballroom Melodies
- 2000: Swingtime
- 2001: 30 Jahre On Tour
- 2001: Musik liegt in der Luft